# Pawiloma sirochia
Pawiloma sirochia är en insektsart som beskrevs av Young 1977. Pawiloma sirochia ingår i släktet Pawiloma och familjen dvärgstritar. Inga underarter finns listade i Catalogue of Life.